# Iglesia de Santiago Apóstol (Málaga)

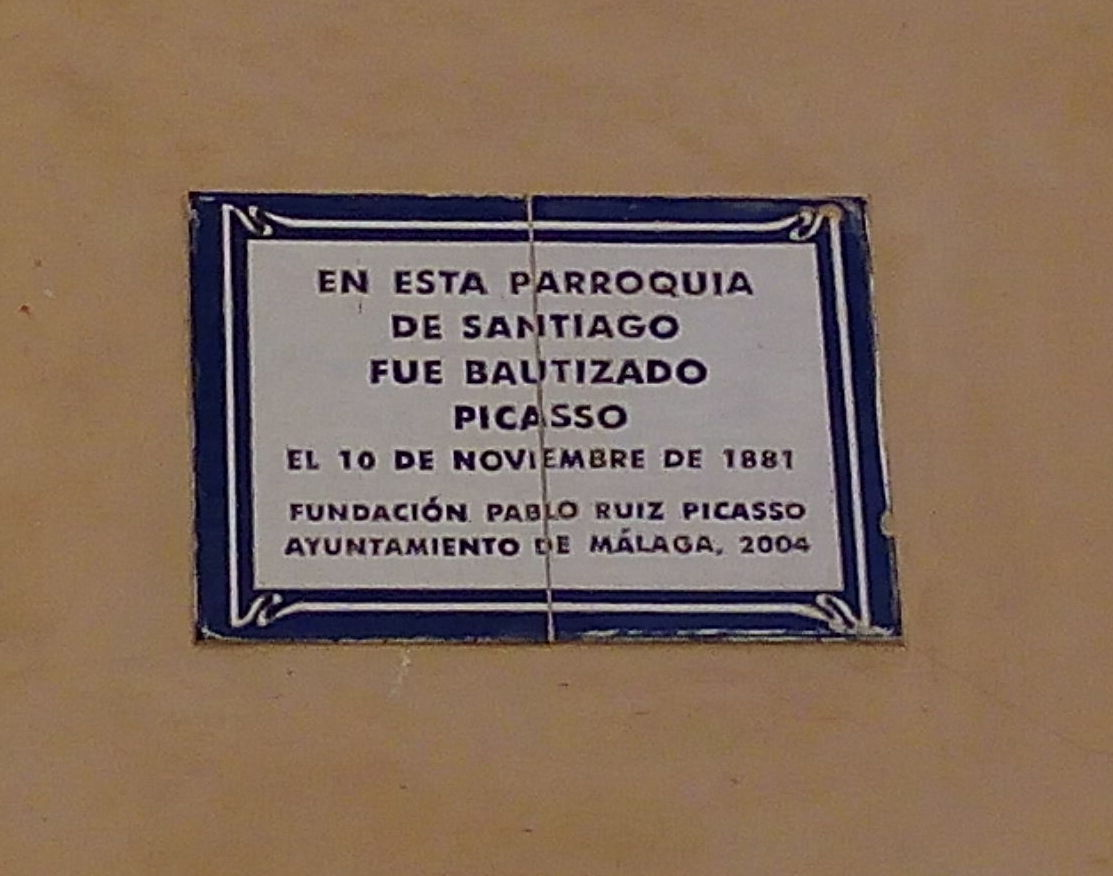
Pablo Picasso fue bautizado en la iglesia en 1881

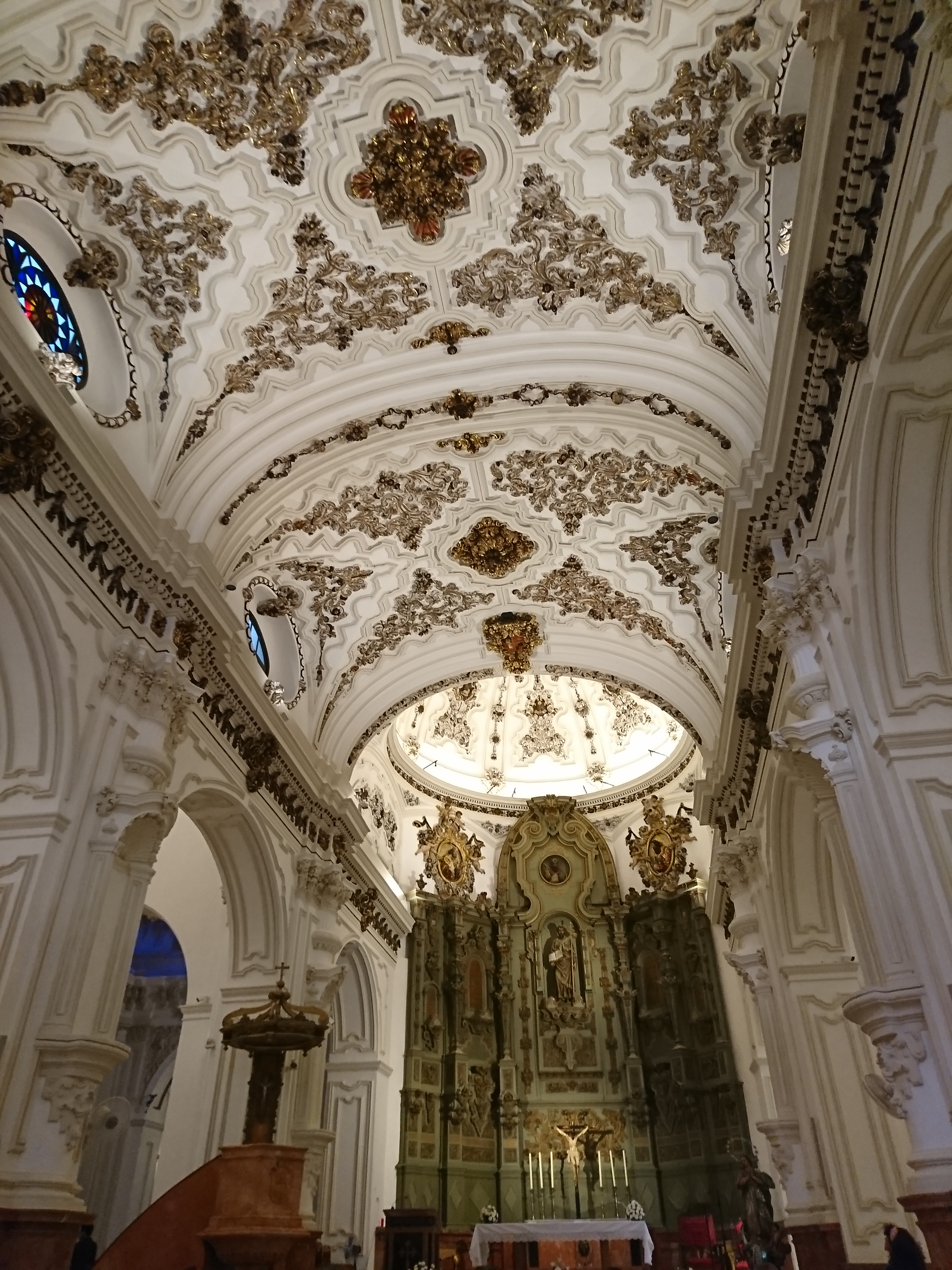
Interior de la iglesia tras la restauración

La iglesia de Santiago Apóstol es un templo cristiano católico situado en la ciudad andaluza de Málaga (España). Su estilo un exponente de dos momentos artísticos de vital importancia, el gótico-mudéjar de los comienzos, con una clara simbiosis entre el arte de los reconquistadores cristianos y de la población islámica, y la eclosión del barroco de comienzos del siglo XVIII, que produce en este edificio una fuerte renovación edilicia correspondiente con la nueva mentalidad. En esta iglesia fue bautizado el artista Pablo Picasso el 10 de noviembre de 1881.
El valor histórico se encuentra fuertemente ligado con la historia de la ciudad, ya que tras la reconquista cristiana, en 1487, se inicia su construcción, siendo la primera de las cuatro parroquias erigidas por los Reyes Católicos (junto con la iglesia de san Juan, la iglesia del Sagrario y la iglesia de los Santos Mártires), una por collación, existentes en la Edad Media a intramuros de la ciudad islámica. Ejerció como Catedral hasta la finalización del templo catedralicio.
Tiene también un importante valor urbanístico por sus connotaciones para comprender la evolución urbanística de este sector de la ciudad de Málaga, lugar por donde entraron los Reyes Católicos tras la toma de la ciudad en 1487, pues en el tramo final de la calle Granada aún puede reconocerse en su aspecto serpenteante, y en el adarve próximo a la iglesia, la herencia urbanística de la cultura islámica.
La lectura del inmueble, dentro del entramado urbano que genera, propicia la identificación de una prolija tipología de edificios de los siglos XVIII y XIX que marcan un amplio abanico de contrastes y aglutinan en torno a sí una volumetría equiparable a la de la propia iglesia.
En enero de 2016, comenzó un proceso de restauración para devolver el interior de la iglesia a su estado original, recuperando el blanco primigenio de los muros, una gran luminosidad e incluso la cripta, volviendo a abrirse al público el 2 de julio de 2017.
En ella fueron enterrados los escultores barrocos Fernando Ortiz y José Micael y Alfaro.

## Descripción
La parroquia de Santiago, de Málaga, es un interesante edificio que conserva los rasgos de dos momentos históricos y estilísticos de especial importancia para la ciudad de Málaga. Se funda en el comienzo del proceso de cristianización de la ciudad, como una perfecta simbiosis cultural entre los estilos mudéjar y gótico, siendo la primera de las vicarías inscritas con un beneficio y una sacristía, dentro del programa de erecciones llevadas a cabo por el arzobispo de Sevilla, Diego de Deza, iniciándose la construcción hacia 1509, durando las obras de esta primera etapa hasta 1545.
Ambos estilos definen claramente la imagen del templo. El gótico se plasma en su cabecera y en el interior de la capilla mayor, así como en el trazado del arco conopial de acceso a la nave central. La huella mudéjar se aprecia fundamentalmente en la hermosa torre campanario, ubicada a los pies, exenta del templo, de ladrillo visto, con bóveda de estrella en el acceso y decoración de paños de sebka al exterior; caracteriza y singulariza la visión externa de esta parte de la ciudad y se ha convertido en el elemento más representativo del inmueble.
También pervive de esta época la armadura de par y nudillo de la nave, oculta bajo la bóveda barroca pero perfectamente conservada, y la primitiva portada de acceso, situada en el muro lateral izquierdo, realizada en ladrillo y con decoración de cerámica vidriada en las enjutas en forma de estrellas de ocho puntas.
La reforma barroca realizada en el siglo XVIII para la adaptación del edificio a los nuevos tiempos, conlleva el enmascaramiento de la estructura primitiva, por ello se cubre la armadura de madera de la nave central con una gran bóveda de cañón y una excelente decoración de yeserías.
En la capilla mayor se sustituye la bóveda nervada por una cúpula semiesférica sobre pechinas, y los pilares cuadrangulares se transforman en columnas apilastradas corintias; se añaden varias capillas, como la del Pilar o la del Sagrario, y se abren dos nuevas puertas a los lados de la primitiva, ambas de medio punto, entre sencillas pilastras acanaladas.
La iglesia es de planta basilical, de tres naves más dos de contrafuertes, separadas por gruesos arcos de medio punto, que apoyan sobre pilares corintios y cuyos fustes albergan una serie de hornacinas en donde se disponían esculturas de Pedro de Mena. 

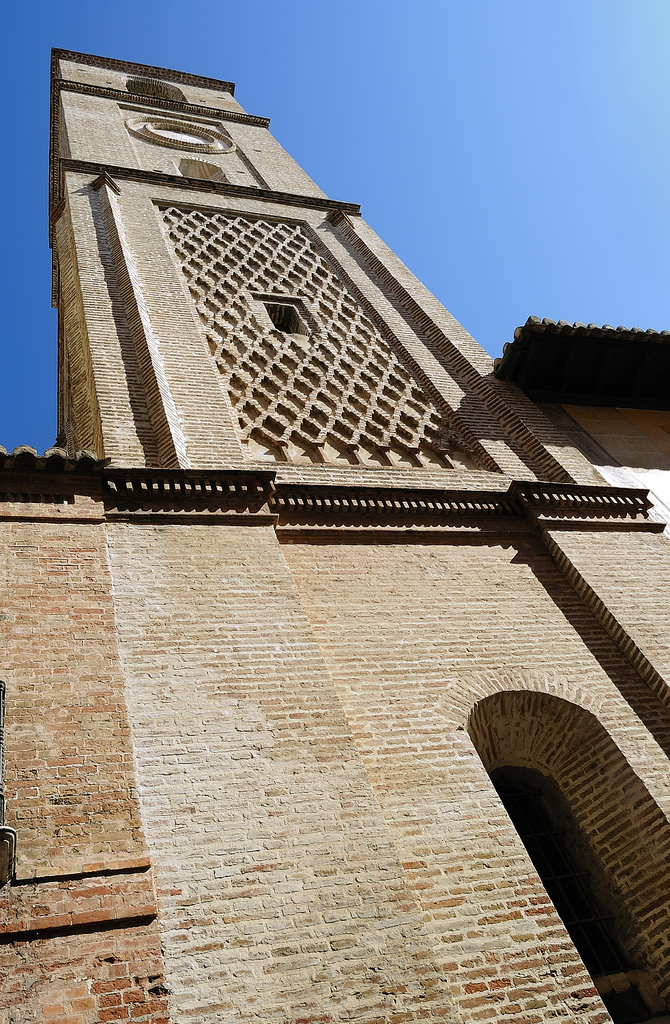
Torre mudéjar con paños de sebka

La nave central se cubre con bóveda de cañón y la capilla mayor por una cúpula semiesférica sobre pechinas, con una amplia y complicada ornamentación vegetal de yeserías.
En el testero de la cabecera, bajo las pechinas, se insertan dos bellos relieves de escayola en tondo, con la figura de Santiago en uno de ellos, rodeado de formas sinuosas, acantos, rocallas y presidida por querubines, presidiendo se encuentra el Retablo Mayor, dedicado al titular de la Iglesia, de estilo barroco y realizado en el siglo XVIII en madera, pan, oro y pigmentos, mediante la técnica de ensamble, policromado y tallado, en cuya hornacina central se encuentra la imagen de Santiago Apóstol.
En el testero opuesto, a los pies, se eleva el coro sobre dos fustes acanalados que apoyan en ménsulas y se proyecta hacía las tres naves mediante tribunas de perfil muy movido.
Las naves laterales, de menor altura que la central, se cubren con bóvedas de cañón, de amplios arcos fajones y lunetos con yeserías que apoyan sobre columnas pareadas adosadas a los pilares. En los muros se abren capillas de diferente profundidad, en donde se disponen algunos camarines que no se manifiestan al exterior.
La nave del Evangelio se cierra por la cabecera con la capilla del Pilar, en el lugar que ocupaba la antigua Sacristía y contiene una profusa e interesante decoración de yeserías debidas al maestro Felipe de Unzurrunzaga, quien también intervino en la decoración general de la Iglesia.
La nave de la Epístola se cierra con la capilla del Sagrario, cubierta por una bóveda semiesférica sobre pechinas, de profusa decoración en estuco, con rocallas, relieves de los padres de la Iglesia y bustos de los Evangelistas.
En 2009, concluyó la restauración de su fachada que sacó a la luz los dibujos de arquitectura simulada realizados en el siglo XVIII en la misma que habían sido tapados posteriormente por el encalado de los muros. También fueron recuperados los vanos de 4 ventanas que habían sido tapiados a principios del siglo XX, dando una mayor iluminación interior al templo.

## Cofradías
Posee además unos fuertes valores etnográficos, debido a las cofradías que se han ido instalando entre sus muros, que la han dotado de bienes muebles de singular valor artístico. Entre ellas destaca la popularmente conocida como «El Rico», cofradía surgida en el siglo XVIII, que cuenta desde esta fecha con la liberación de un preso todos los años, o la del Cristo de Medinaceli, de gran devoción popular, que aglutina en torno a ella numerosas visitas de fieles todos los primeros viernes de mes del año, o la devoción que sugiere la Virgen de las Ánimas del cuadro pintado por Juan Niño de Guevara, al que muchísimos fieles acuden para rezar y dejar sus ofrendas de aceite.
En las capillas de la nave de la Epístola, reciben culto las imágenes de la Hermandad Sacramental de Jesús de la Sentencia, la Virgen del Rosario y el Cristo de Medinaceli. En las de la nave del Evangelio, las imágenes devocionales de Jesús «el Rico», la Virgen del Amor y la pintura de la Virgen de las Ánimas. En su interior también contiene una imagen similar a la Virgen de la Sierra de Cabra desde 1928, ya que en Málaga hay una filial de dicha virgen.